# Thalassematidae
Thalassematidae zijn een familie van borstelwormen (Polychaeta) uit de orde van de Echiuroidea.

## Taxonomie
De volgende taxa zijn bij de familie ingedeeld:
- Geslacht Anelassorhynchus Annandale, 1922
- Geslacht Arhynchite Satô, 1937
- Geslacht Ikedosoma Bock, 1942
- Geslacht Lissomyema Fisher, 1946
- Geslacht Listriolobus Fischer, 1926 [not Spengel, 1912]
- Geslacht Ochetostoma Rüppell & Leuckart, 1828
- Geslacht Thalassema Pallas, 1774

### Taxon inquirendum
- Geslacht Paraarhynchite Chen, 1963

### Nomen nudum
- Geslacht Ikedaia Dawydoff, 1952

### Synoniemen
- Onderfamilie Ikedinae Bock, 1942 => Ikedidae Bock, 1942
- Onderfamilie Ochetostomatinae DattaGupta, 1976 => Thalassematidae Forbes & Goodsir, 1841
- Geslacht Ochetostomum Diesing, 1851 => Ochetostoma Rüppell & Leuckart, 1828
- Geslacht Phalassema => Thalassema Pallas, 1774 (lapsus calami)
- Geslacht Platylobostoma Wesenberg-Lund, 1957 => Ochetostoma Rüppell & Leuckart, 1828
- Geslacht Prashadus Stephen & Edmonds, 1972 => Ikeda Wharton, 1913
- Geslacht Thalassina Montagu, 1813 => Thalassema Pallas, 1774
- Geslacht Thalessema Leach, 1816 => Thalassema Pallas, 1774